# Bal Harbour
Bal Harbour é uma aldeia localizada no estado americano da Flórida, no condado de Miami-Dade. Foi incorporada em 1946.

## Geografia
De acordo com o United States Census Bureau, a aldeia tem uma área de 1,7 km², onde 1 km² estão cobertos por terra e 0,7 km² por água.

### Localidades na vizinhança
O diagrama seguinte representa as localidades num raio de 8 km ao redor de Bal Harbour.

## Demografia
Segundo o censo nacional de 2010, a sua população é de 2 513 habitantes e sua densidade populacional é de 2 487,9 hab/km². Possui 2 780 residências, que resulta em uma densidade de 2 752,2 residências/km². É a localidade que, em 10 anos, teve a maior redução populacional do condado de Miami-Dade.